# 長尾バスストップ
長尾バスストップ（ながおバスストップ）は、兵庫県神戸市北区長尾町宅原に位置する中国自動車道のバス停。
北側一般道には鹿の子台西口バスストップが設置されており、特急三ノ宮線や神戸三田プレミアムアウトレット、三田駅方面などはこちらに停車する。

## 停車する路線

### 長尾BS
| のりば | 愛称               | 会社名                 | 行先                                              | 備考       |
| ------ | ------------------ | ---------------------- | ------------------------------------------------- | ---------- |
| 上り線 | 中国ハイウェイバス | 西日本JRバス・神姫バス | 大阪（新大阪駅・大阪駅JR高速バスターミナル・USJ） | 急行便     |
| 下り線 | 中国ハイウェイバス | 西日本JRバス・神姫バス | 加東（社（車庫前））                              | 急行便     |
| 下り線 | 中国ハイウェイバス | 西日本JRバス・神姫バス | 西脇（西脇市役所）                                | 急行便     |
| 下り線 | 中国ハイウェイバス | 西日本JRバス・神姫バス | 加西（北条（アスティアかさい））                  | 急行便     |
| 下り線 | 中国ハイウェイバス | 西日本JRバス・神姫バス | 津山（津山駅）                                    | 急行便のみ |

## 所要時間
- 長尾BSから
  - 大阪駅まで1時間
  - 新大阪駅まで45分
  - USJまで1時間35分
  - 千里ニュータウン（桃山台駅前）まで35分
  - 滝野社インターまで24分
  - 西脇営業所まで50分
  - 社(車庫前)まで32分
  - アスティアかさいまで46分
  - 津山駅まで2時間7分
- 鹿の子台西口BSから
  - 地下鉄三宮駅前まで51分
  - 新神戸駅まで43分
  - 三田駅まで12分
  - 新三田駅まで35分
  - イオンモール神戸北まで5分
  - 神戸三田プレミアムアウトレットまで10分
  - 神鉄道場駅まで7分
  - 岡場駅まで31分
  - 三木営業所まで1時間3分

## 周辺
- 有馬警察署長尾交番
- すき家
- イオンモール神戸北(約2km)
- 神戸三田プレミアムアウトレット(約2km)

## 隣
E2A中国自動車道
(5)西宮北IC - (5-1)神戸JCT - (BS)長尾BS - (5-2)神戸三田IC

## バス停へのアクセス
- 神戸電鉄三田線 神鉄道場駅から西へ徒歩約20分
- 神姫バス 特急38・62・67系統　鹿の子台西口バス停 / 16・61系統 鹿の子台北町6丁目バス停

## 位置情報
- 長尾バスストップ（バス停検索）
- 鹿の子台西口バスストップ（バス停検索）

- 北緯34度51分42秒 東経135度12分49秒 / 北緯34.86167度 東経135.21361度
- 三田［南東］ - 地理院地図
- 神戸市北区長尾町宅原 関西アポロ(株) 鹿の子台(営) - Google マップ

- - Google マップでは長尾バスストップで検索しても正しく表示されないため、近傍の地点で代用。